# Mal-inscription électorale
La mal-inscription électorale est une notion définie par Céline Braconnier et Jean-Yves Dormagen comme « le fait d'être inscrit dans un bureau de vote qui ne correspond plus à son lieu de résidence effectif ».
Dans la Revue française de sociologie, Céline Braconnier et al. estiment qu'il y a environ 6,5 millions de mal-inscrits sur les listes électorales en 2012.
La mal-inscription touche particulièrement les jeunes. En effet, 43 % des 25–29 ans sont mal-inscrits. Il touche aussi particulièrement les personnes vivant en communauté (maison de retraite, caserne, cité universitaire, etc.) et les personnes ayant déménagé récemment.
La mal-inscription est une des causes de l'abstention. En effet, selon une étude réalisé par Céline Braconnier, le fait de ne pas être inscrit dans la région de résidence augmente de quasiment douze points les chances d'être abstentionniste.
Ce phénomène a été qualifié dans La Démocratie de l'abstention de « bug démocratique »,.

## Mal-inscription par pays
La mal-inscription est un phénomène spécifique à la France et aux États-Unis. En effet, ces deux pays sont les seuls où l'inscription sur les listes électorale repose sur une démarche volontaire. Cette mal-inscription est donc causée par la non-automatisation du changement d'adresse en France en cas de déménagement. Au contraire d'autre pays européens comme l'Allemagne, le Royaume Uni ou l'Espagne.

## Lutte contre la mal-inscription

### En France
Trois lois ont été votées le 19 juillet 2017 simplifiant les procédures d'inscription sur les listes électorales permettant notamment de raccourcir le délai d'inscription à un mois.
Des personnalités politiques et associatives ont aussi lancé des campagnes de sensibilisation.

### Aux États-Unis
Le vote par correspondance permet en partie de lutter contre ce phénomène.

#### Ouvrages
- Céline Braconnier et Jean-Yves Dormagen, La Démocratie de l'abstention : Aux origines de la démobilisation électorale en milieu populaire, Paris, Gallimard, coll. « Folio / Actuel » (no 129), 2007, 460 p. (ISBN 978-2-07-034405-5).
- Céline Braconnier, Jean-Yves Dormagen et Benoît Verrier (préf. Philippe Mills), Non-inscrits, mal inscrits et abstentionnistes, Paris, La Documentation française, coll. « Rapports et Documents / Centre d'analyse stratégique » (no 11), 2007, 79 p. (ISBN 978-2-11-006847-7).

#### Articles
- Céline Braconnier, Jean-Yves Dormagen, Ghislain Gabalda et Xavier Niel, « Sociologie de la mal-inscription et de ses conséquences sur la participation électorale », Revue française de sociologie, vol. 57, no 1,‎ 2016, p. 17–44 (DOI 10.3917/rfs.571.0017, lire en ligne).
- Laura Bernard, Christèle Marchand-Lagier, Didier Josselin et Romain Louvet, « Pistes pour mesurer la nature de la mal-inscription et comprendre ses effets différentiels sur la participation électorale », dans Actes du 13e congrès de l'AFSP, Sciences Po Aix-en-Provence, Association française de science politique, 22–24 juin 2015 (HAL hal-01251318, lire en ligne).
- Laura Bernard, Christèle Marchand-Lagier, Didier Josselin et Romain Louvet, « Mal-inscription de proximité et effets sur la participation électorale en région PACA », Pôle Sud, no 44,‎ 2016, p. 49–72 (DOI 10.3917/psud.044.0049, lire en ligne).